# Castelo de Glossop
O Castelo de Glossop (também conhecido como Castelo Mouselow) é uma construção de terra normanda ao norte de Glossop, perto da Hilltop Road, a cerca de 14 mi (23 km) a leste de Manchester, na A57. O local é visível a partir da estrada principal. Cerca de 12 mi (19 km) a sudeste está o Castelo de Peveril.

## História
O castelo normando fica numa antiga colina celta, possivelmente um castro. O local é um Monumento Marcado.